# 엑스포과학공원 음악분수

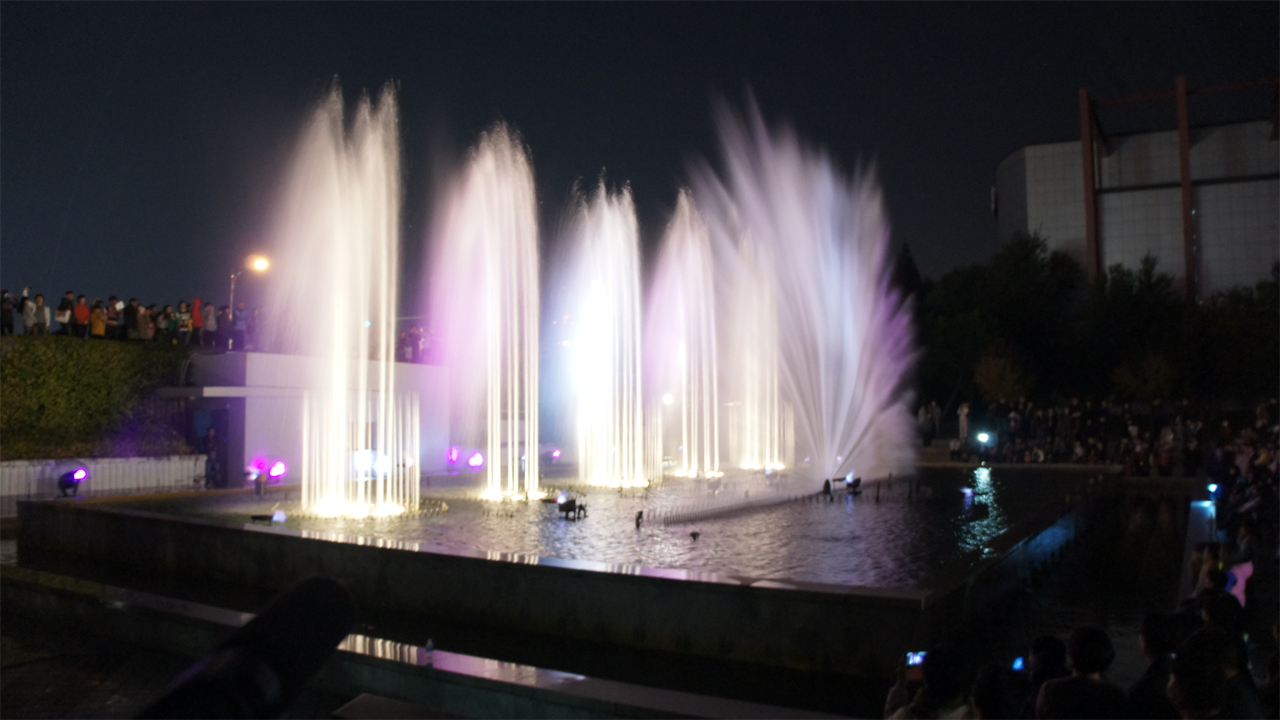
한빛광장 음악분수 공연

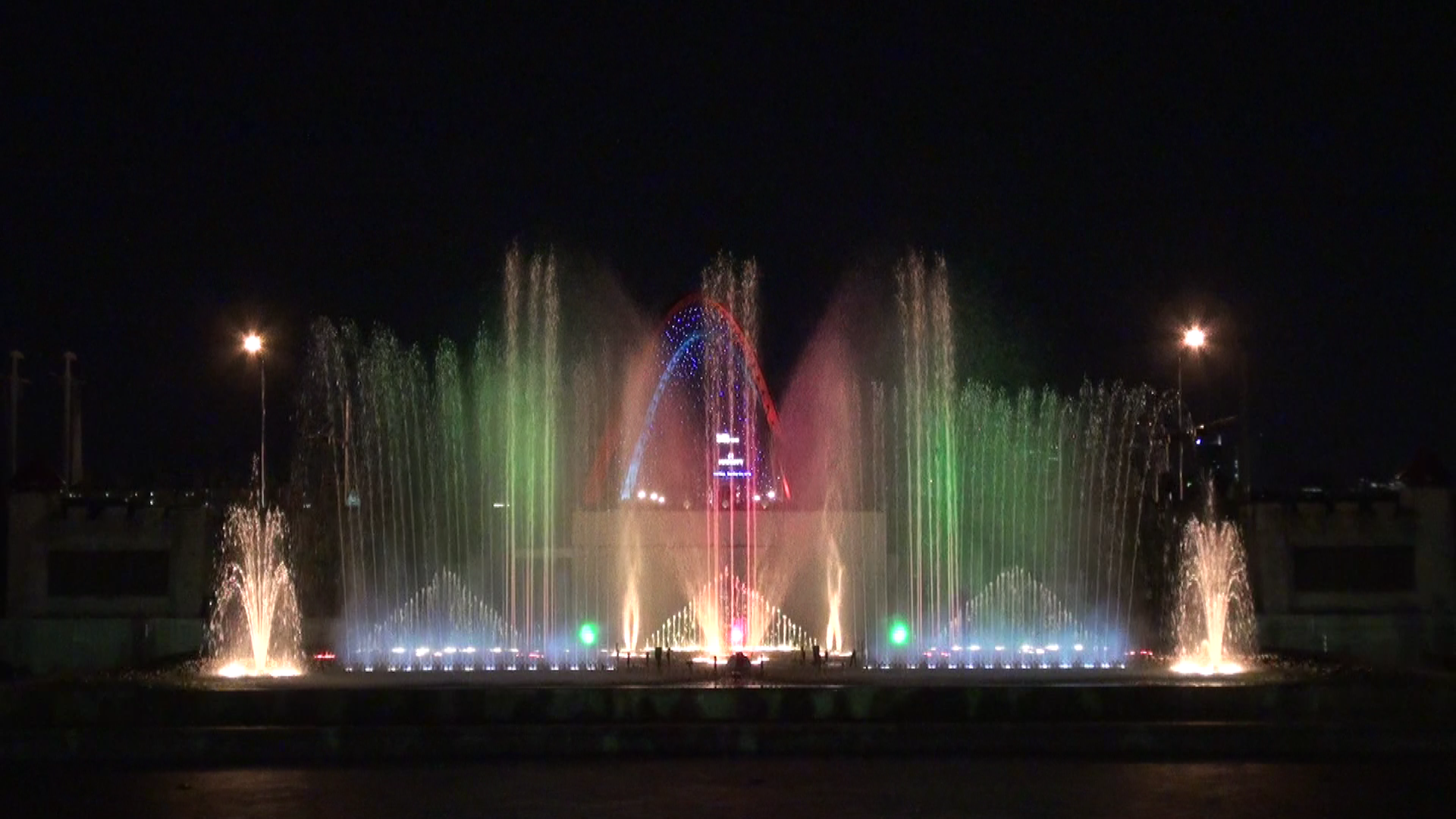
한빛광장 음악분수 공연

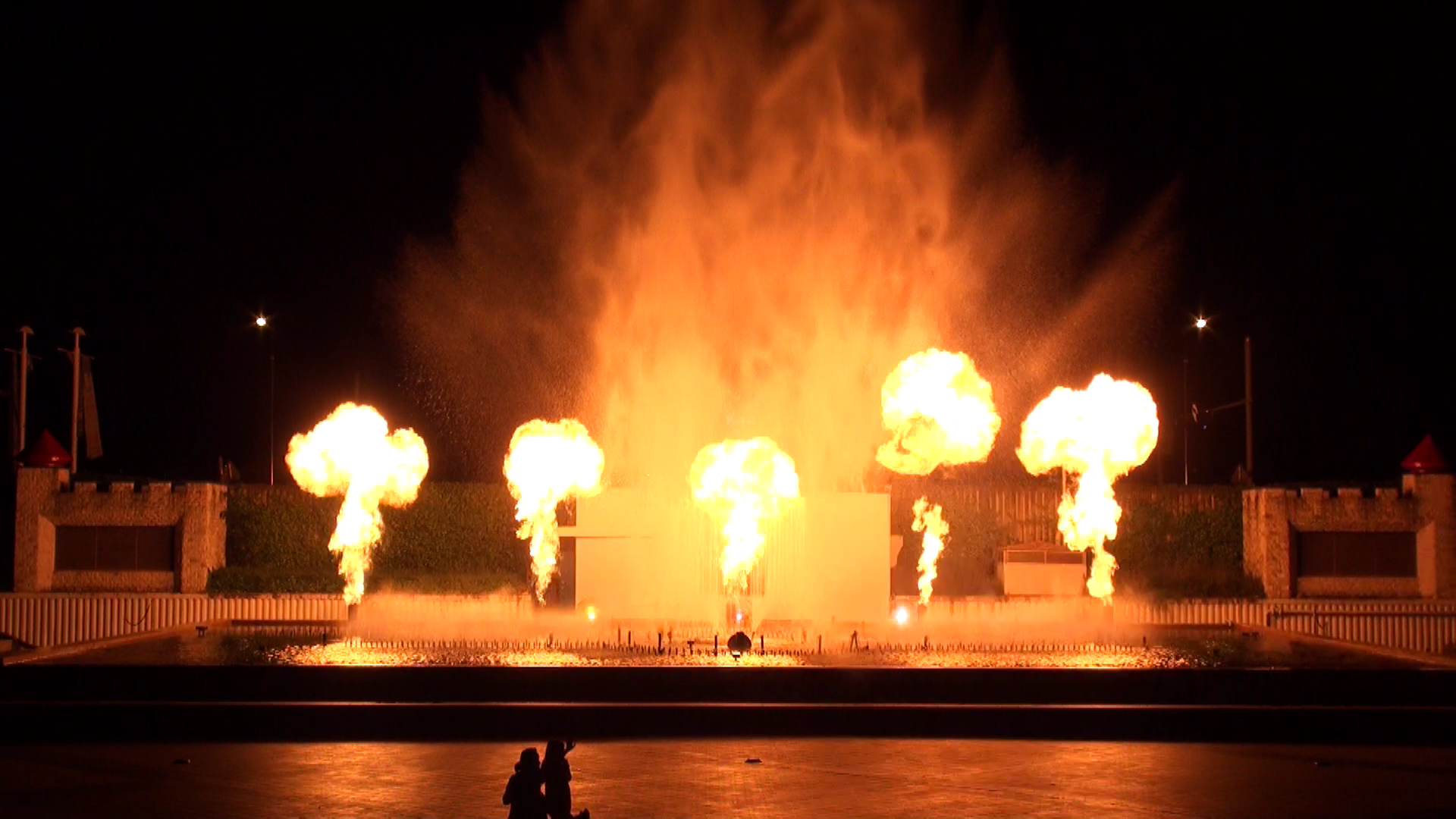
한빛광장 음악분수 화염공연

대전마케팅공사 엑스포과학공원 한빛광장 음악분수는 엑스포과학공원 한빛광장에 위치한 체험시설이다. 동양워터테크가 시공했고 1999년 5월에 개장해서 2019년 5월 26일까지 운영했다. 한국 내 음악분수에서는 보기 드물게 화염을 이용한 공연도 진행했다.
대전마케팅공사는 엑스포 재창조 사업의 일환으로 한빛탑부터 엑스포다리에 이르는 광장을 조성하고 현재의 한빛광장을 리모델링하기 위해 현재의 음악분수를 철거하고 리모델링을 거쳐 한빛탑 정면에 바닥분수 형태의 새로운 음악분수를 조성한다고 밝혔다.

## 공연
음악분수 공연은 평일 저녁 8시와 9시, 총 2회 공연, 주말 저녁 8시와 9시, 10시 총 3회 공연을 진행했다. 각 시간대 공연마다 평균 4곡의 노래가 연출되며, 8시 공연과 9시 공연, 10시 공연(주말 및 공휴일)의 마지막 공연은 화염을 이용한 분수공연이 연출된다. 때에 따라서는 인트로 시퀀스로 짧은 화염공연이 연출되기도 했다.

## 연계행사
대전엑스포과학공원 한빛광장 야간개장 시 보통 음악분수 단독운영으로 행사가 진행되지만 해마다 달밤소풍 등 다른 행사와 연계하여 진행하기도 한다.

## 참고 사이트
- 대전마케팅공사-대전엑스포과학공원 보관됨 2005-11-24 - 웨이백 머신
- 엑스포과학공원 음악분수 다음카페